# Carlia aramia
Espèce
Carlia aramia est une espèce de sauriens de la famille des Scincidae.

## Répartition
Cette espèce est endémique de Papouasie-Nouvelle-Guinée.

## Description
Carlia aramia mesure, queue non comprise, entre 43 et 58 mm. Cette espèce a le dos brun avec quelques taches sombres et la face ventrale ivoire parfois sombre.

## Étymologie
Cette espèce est nommée en référence au lieu de sa découverte, la rivière Aramia.

## Publication originale
- Zug, 2004 : Systematics of the Carlia “fusca” lizards (Squamata: Scincidae) of New Guinea and Nearby Islands. Bishop Museum Bulletin of Zoology, vol. 5, p. 1-83 (texte intégral).